# Цишек, Лукаш
Лукаш Цишек (пол. Łukasz Ciszek; род. 7 марта 1980 года) — польский лучник-паралимпиец. Серебряный призёр Паралимпийских игр.

## Биография
В 2021 году принял участие на летних Паралимпийских играх-2020 в Токио в стрельбе из классического лука (открытый класс) в индивидуальном мужском и в смешанном командном турнире. В мужском турнире был 24-м в квалификации (из 31 участников) с результатом 585 очков, выбыл из турнира в 1/16 финала, проиграв турку Садыку Савашу. В командном турнире выступал вместе с Миленой Ольжевской. В квалификации они были девятыми (1166 очков) из 14 команд. В 1/8 финала победили австралийцев Ималию Октрининду и Таймона Кентона-Смита, на стадии четвертьфинала проиграли китайцам У Чуньянь и Чжао Лисюэ.
В 2024 году в Париже принял участие на летних Паралимпийских играх-2024. В мужском турнире в квалификации был шестым (642 очка). В 1/16 финала победил американца Джордена Уайта, в 1/8 финала — японца Томохиро Уэяму, в четвертьфинале — китайца Чжао Лисюэ, в полуфинале — австралийца Таймона Кентона-Смита. В финале проиграл индийцу Харвиндеру Сингху и завоевал серебряную медаль Паралимпиады-2024. В командном турнире выступал вновь вместе с Миленой Ольжевской, они выбыли из турнира на стадии четвертьфинала, проиграв индийцам Поодже и Харвиндеру Сингху.